# Mistrzostwa Polski w rugby 7 kobiet (2019/2020)
Mistrzostwa Polski w rugby 7 kobiet (2019/2020) – rozgrywki drużyn rugby 7, mające na celu wyłonienie najlepszej kobiecej drużyny w Polsce w sezonie 2019/2020, organizowane przez Polski Związek Rugby; czternasta edycja Mistrzostw Polski w rugby 7 kobiet. Mistrzyniami Polski zostały Biało-Zielone Ladies Gdańsk, które zdobyły tytuł po raz dziesiąty z rzędu. Srebrny medal wywalczyły Black Roses Posnania Poznań, a brązowy rugbystki Legii Warszawa. Rugbystki z Gdańska zdominowały mistrzostwa – wygrały wszystkie turnieje w sezonie.

## System rozgrywek
Mistrzostwa zaplanowano w formie serii ośmiu jednodniowych turniejów (czterech jesienią 2019 i czterech wiosną 2020), jednak z uwagi na zawieszenie rozgrywek wiosną 2020 związane z pandemią COVID-19 zredukowano liczbę turniejów do sześciu (dwóch wiosną 2020). O mistrzostwie decydowała łączna liczba punktów przyznawanych w poszczególnych turniejach na podstawie klasyfikacji uczestniczących w nich drużyn. 
Drużyny uczestniczące w mistrzostwach podzielone były na ligi: ekstraligę, I ligę i w razie konieczności II ligę. Ligi liczyły po cztery zespoły z wyjątkiem najniższej, która mogła liczyć od dwóch do pięciu zespołów (stosownie do liczby drużyn zgłoszonych do turnieju). W poszczególnych turniejach uczestniczyły zespoły wszystkich lig, natomiast rozgrywały one spotkania tylko w ramach swojej ligi. W pierwszej fazie turnieju drużyny z danej ligi rozgrywały ze sobą mecze w systemie "każdy z każdym". Za zwycięstwo w meczu drużyna otrzymywała 3 punkty, za remis 2 punkty, a za porażkę 1 punkt. W przypadku równej liczby punktów turniejowych o kolejności w tabeli ligi decydowały kolejno: bilans punktów meczowych, większa liczba zdobytych punktów meczowych, wyższa lokata w poprzednim turnieju. W drugiej fazie rozgrywane były mecze decydujące o końcowej klasyfikacji: pierwsza drużyna z poprzedniej fazy gra z drugą o pierwsze miejsce, trzecia z czwartą o trzecie miejsce itd. Drużyny, które zajmują ostatnie miejsce w danym turnieju w danej lidze spadały poziom niżej, natomiast drużyny z pierwszego miejsca awansowały poziom wyżej. Spadki i awanse następowały po każdym turnieju. W przypadku nieprzystąpienia zespołu do turnieju, miał zostać on automatycznie zdegradowany o poziom niżej oraz ukarany odjęciem czterech punktów turniejowych. 
W klasyfikacji turniejowej drużyny z ekstraligi zajmowały miejsca od pierwszego do czwartego, drużyny z pozostałych lig – kolejne od piątego. Drużyna, która zajęła pierwsze miejsce, otrzymywała liczbę punktów do klasyfikacji ogólnej odpowiadającą liczbie uczestników turnieju, a każda kolejna o jeden punkt mniej od wyżej sklasyfikowanej. W przypadku równej liczby punktów na koniec sezonu o wyższym miejscu w końcowej klasyfikacji miała decydować większa liczba turniejów, w których drużyna brała udział, a następnie wyższe miejsce w ostatnim turnieju.

## Przebieg rozgrywek

### Pierwszy turniej
Pierwszy turniej mistrzostw rozegrano 14 września 2019 w Gietrzwałdzie. Wzięło w nim udział 11 drużyn. Zwycięzcą zostały Biało-Zielone Ladies Gdańsk. Za najlepszą zawodniczkę turnieju uznano reprezentantkę Black Roses Posnanii Poznań Katarzynę Paszczyk.
Wyniki spotkań w fazie grupowej:
- Flota Gdynia – GRT Olsztyn 12:5
- Legia Warszawa – Rugby Gietrzwałd 31:7
- AZS AWF Warszawa – Budowlani Łódź 36:7
- Biało-Zielone Ladies Gdańsk – Diablice Ruda Śląska 56:0
- Black Roses Posnania Poznań – Juvenia Kraków 40:0
- Legia II Warszawa – Flota Gdynia 15:5
- Legia Warszawa – Budowlani Łódź 24:0
- AZS AWF Warszawa – Rugby Gietrzwałd 17:14
- Biało-Zielone Ladies Gdańsk – Black Roses Posnania Poznań 19:7
- Juvenia Kraków – Diablice Ruda Śląska 12:12
- GRT Olsztyn – Legia II Warszawa 19:5
- Legia Warszawa – AZS AWF Warszawa 41:0
- Rugby Gietrzwałd – Budowlani Łódź 24:5
- Flota Gdynia – Legia II Warszawa 28:15
- Biało-Zielone Ladies Gdańsk – Juvenia Kraków 47:0
- Black Roses Posnania Poznań – Diablice Ruda Śląska 37:7
- GRT Olsztyn – Legia II Warszawa 0:22
- GRT Olsztyn – Flota Gdynia 7:31

Wyniki spotkań w fazie finałowej:
- o siódme miejsce: Rugby Gietrzwałd – Budowlani Łódź 45:0
- o piąte miejsce: Legia Warszawa – AZS AWF Warszawa 41:0
- o trzecie miejsce: Juvenia Kraków – Diablice Ruda Śląska 21:12
- o pierwsze miejsce: Biało-Zielone Ladies Gdańsk – Black Roses Posnania Poznań 21:19

Końcowa klasyfikacja turnieju:
| Pozycja    | Drużyna                     | Liczba punktów do klasyfikacji |
| Ekstraliga | Ekstraliga                  | Ekstraliga                     |
| ---------- | --------------------------- | ------------------------------ |
| 1.         | Biało-Zielone Ladies Gdańsk | 11                             |
| 2.         | Black Roses Posnania Poznań | 10                             |
| 3.         | Juvenia Kraków              | 9                              |
| 4.         | Diablice Ruda Śląska        | 8                              |
| I liga     |                             |                                |
| 5.         | Legia Warszawa              | 7                              |
| 6.         | AZS AWF Warszawa            | 6                              |
| 7.         | Rugby Gietrzwałd            | 5                              |
| 8.         | Budowlani Łódź              | 4                              |
| II liga    |                             |                                |
| 9.         | Flota Gdynia                | 3                              |
| 10.        | Legia II Warszawa           | 2                              |
| 11.        | GRT Olsztyn                 | 1                              |

### Drugi turniej
Drugi turniej mistrzostw rozegrano 21 września 2019 w Gdańsku. Wzięło w nim udział 11 drużyn. Zwycięzcą zostały Biało-Zielone Ladies Gdańsk.
Wyniki spotkań w fazie grupowej:
- Flota Gdynia – GRT Olsztyn  5:0
- Diablice Ruda Śląska – Rugby Gietrzwałd 27:0
- AZS AWF Warszawa – Budowlani Łódź 27:14
- Biało-Zielone Ladies Gdańsk – Legia Warszawa 35:0
- Black Roses Posnania Poznań – Juvenia Kraków 26:10
- Atomówki Łódź – Flota Gdynia 46:0
- Diablice Ruda Śląska – Budowlani Łódź 37:14
- AZS AWF Warszawa – Rugby Gietrzwałd 19:19
- Biało-Zielone Ladies Gdańsk – Black Roses Posnania Poznań 38:5
- Juvenia Kraków – Legia Warszawa 7:15
- GRT Olsztyn – Atomówki Łódź 5:22
- Diablice Ruda Śląska – AZS AWF Warszawa 31:5
- Rugby Gietrzwałd – Budowlani Łódź 24:5
- Flota Gdynia – GRT Olsztyn 15:5
- Biało-Zielone Ladies Gdańsk – Juvenia Kraków 43:0
- Black Roses Posnania Poznań – Legia Warszawa 17:10
- GRT Olsztyn – Atomówki Łódź 0:40
- Atomówki Łódź – Flota Gdynia 41:0

Wyniki spotkań w fazie finałowej:
- o siódme miejsce: AZS AWF Warszawa – Budowlani Łódź 25:0
- o piąte miejsce: Diablice Ruda Śląska – Rugby Gietrzwałd 46:0
- o trzecie miejsce: Legia Warszawa – Juvenia Kraków 10:7
- o pierwsze miejsce: Biało-Zielone Ladies Gdańsk – Black Roses Posnania Poznań 29:7

Końcowa klasyfikacja turnieju:
| Pozycja    | Drużyna                     | Liczba punktów do klasyfikacji |
| Ekstraliga | Ekstraliga                  | Ekstraliga                     |
| ---------- | --------------------------- | ------------------------------ |
| 1.         | Biało-Zielone Ladies Gdańsk | 11                             |
| 2.         | Black Roses Posnania Poznań | 10                             |
| 3.         | Legia Warszawa              | 9                              |
| 4.         | Juvenia Kraków              | 8                              |
| I liga     |                             |                                |
| 5.         | Diablice Ruda Śląska        | 7                              |
| 6.         | Rugby Gietrzwałd            | 6                              |
| 7.         | AZS AWF Warszawa            | 5                              |
| 8.         | Budowlani Łódź              | 4                              |
| II liga    |                             |                                |
| 9.         | Atomówki Łódź               | 3                              |
| 10.        | Flota Gdynia                | 2                              |
| 11.        | GRT Olsztyn                 | 1                              |

### Trzeci turniej
Trzeci turniej mistrzostw rozegrano 12 października 2019 w Krakowie. Wzięło w nim udział 8 drużyn. Zwycięzcą zostały Biało-Zielone Ladies Gdańsk. Za najlepszą zawodniczkę turnieju uznano Annę Klichowską ze zwycięskiej drużyny.
Wyniki spotkań w fazie grupowej:
- AZS AWF Warszawa – Atomówki Łódź 25:0
- Rugby Gietrzwałd – Juvenia Kraków 7:34
- Biało-Zielone Ladies Gdańsk – Legia Warszawa 45:0
- Black Roses Posnania Poznań – Diablice Ruda Śląska 17:5
- Juvenia Kraków – AZS AWF Warszawa 26:0
- Rugby Gietrzwałd – Atomówki Łódź 19:12
- Biało-Zielone Ladies Gdańsk – Black Roses Posnania Poznań 52:0
- Diablice Ruda Śląska – Legia Warszawa 14: 20
- Juvenia Kraków – Atomówki Łódź 48:0
- Rugby Gietrzwałd – AZS AWF Warszawa 12:31
- Biało-Zielone Ladies Gdańsk – Diablice Ruda Śląska 41:14
- Black Roses Posnania Poznań – Legia Warszawa 35:5

Wyniki spotkań w fazie finałowej:
- o siódme miejsce: Atomówki Łódź – Rugby Gietrzwałd 17:31
- o piąte miejsce: Juvenia Kraków – AZS AWF Warszawa  23:7
- o trzecie miejsce: Diablice Ruda Śląska – Legia Warszawa 12:0
- o pierwsze miejsce: Biało-Zielone Ladies Gdańsk – Black Roses Posnania Poznań 36:0

Końcowa klasyfikacja turnieju:
| Pozycja    | Drużyna                     | Liczba punktów do klasyfikacji |
| Ekstraliga | Ekstraliga                  | Ekstraliga                     |
| ---------- | --------------------------- | ------------------------------ |
| 1.         | Biało-Zielone Ladies Gdańsk | 8                              |
| 2.         | Black Roses Posnania Poznań | 7                              |
| 3.         | Diablice Ruda Śląska        | 6                              |
| 4.         | Legia Warszawa              | 5                              |
| I liga     |                             |                                |
| 5.         | Juvenia Kraków              | 4                              |
| 6.         | AZS AWF Warszawa            | 3                              |
| 7.         | Rugby Gietrzwałd            | 2                              |
| 8.         | Atomówki Łódź               | 1                              |

### Czwarty turniej
Czwarty turniej mistrzostw rozegrano 26 października 2019 w Rudzie Śląskiej. Wzięło w nim udział 10 drużyn. Zwycięzcą zostały Biało-Zielone Ladies Gdańsk. Za najlepszą zawodniczkę turnieju uznano Natalię Pamiętę ze zwycięskiej drużyny.
Wyniki spotkań w fazie grupowej:
- Flota Gdynia – Atomówki Łódź 5:32
- Legia Warszawa – AZS AWF Warszawa 27:0
- Rugby Gietrzwałd – Budowlani Łódź 22:10
- Black Roses Posnania Poznań – Diablice Ruda Śląska 17:0
- Biało-Zielone Ladies Gdańsk – Juvenia Kraków 52:5
- Atomówki Łódź – Flota Gdynia 43:0
- Legia Warszawa – Rugby Gietrzwałd 30:0
- AZS AWF Warszawa – Budowlani Łódź 36:14
- Biało-Zielone Ladies Gdańsk – Black Roses Posnania Poznań 36:7
- Diablice Ruda Śląska – Juvenia Kraków 10:19
- Flota Gdynia – Atomówki Łódź 0:34
- Legia Warszawa – Budowlani Łódź 27:5
- AZS AWF Warszawa – Rugby Gietrzwałd 36:14
- Flota Gdynia – Legia II Warszawa 28:15
- Black Roses Posnania Poznań – Juvenia Kraków 27:7
- Biało-Zielone Ladies Gdańsk – Diablice Ruda Śląska 71:0

Wyniki spotkań w fazie finałowej:
- o siódme miejsce: Rugby Gietrzwałd – Budowlani Łódź 25:0 (wo.)
- o piąte miejsce: Legia Warszawa – AZS AWF Warszawa 12:0
- o trzecie miejsce: Diablice Ruda Śląska – Juvenia Kraków 19:17
- o pierwsze miejsce: Biało-Zielone Ladies Gdańsk – Black Roses Posnania Poznań 42:12

Końcowa klasyfikacja turnieju:
| Pozycja    | Drużyna                     | Liczba punktów do klasyfikacji |
| Ekstraliga | Ekstraliga                  | Ekstraliga                     |
| ---------- | --------------------------- | ------------------------------ |
| 1.         | Biało-Zielone Ladies Gdańsk | 10                             |
| 2.         | Black Roses Posnania Poznań | 9                              |
| 3.         | Diablice Ruda Śląska        | 8                              |
| 4.         | Juvenia Kraków              | 7                              |
| I liga     |                             |                                |
| 5.         | Legia Warszawa              | 6                              |
| 6.         | AZS AWF Warszawa            | 5                              |
| 7.         | Rugby Gietrzwałd            | 4                              |
| 8.         | Budowlani Łódź              | 3                              |
| II liga    |                             |                                |
| 9.         | Atomówki Łódź               | 2                              |
| 10.        | Flota Gdynia                | 1                              |

### Piąty turniej
Piąty turniej mistrzostw rozegrano 27 czerwca 2020 w Warszawie. Wzięło w nim udział 8 drużyn. Zwycięzcą zostały Biało-Zielone Ladies Gdańsk.
Wyniki spotkań w fazie grupowej:
- Juvenia Kraków – Legia II Warszawa 44:0
- Rugby Gietrzwałd – AZS AWF Warszawa 28:5
- Biało-Zielone Ladies Gdańsk – Diablice Ruda Śląska 59:0
- Black Roses Posnania Poznań – Legia Warszawa 20:7
- Juvenia Kraków – AZS AWF Warszawa 44:0
- Rugby Gietrzwałd – Legia II Warszawa 17:5
- Biało-Zielone Ladies Gdańsk – Black Roses Posnania Poznań 46:7
- Diablice Ruda Śląska – Legia Warszawa 0:31
- Juvenia Kraków – Rugby Gietrzwałd 19:19
- AZS AWF Warszawa – Legia II Warszawa 21:15
- Biało-Zielone Ladies Gdańsk – Legia Warszawa 21:15
- Black Roses Posnania Poznań – Diablice Ruda Śląska 27:5

Wyniki spotkań w fazie finałowej:
- o siódme miejsce: AZS AWF Warszawa – Legia II Warszawa 24:17
- o piąte miejsce: Juvenia Kraków – Rugby Gietrzwał 49:7
- o trzecie miejsce: Diablice Ruda Śląska – Legia Warszawa 7:40
- o pierwsze miejsce: Biało-Zielone Ladies Gdańsk – Black Roses Posnania Poznań 29:7

Końcowa klasyfikacja turnieju:
| Pozycja    | Drużyna                     | Liczba punktów do klasyfikacji |
| Ekstraliga | Ekstraliga                  | Ekstraliga                     |
| ---------- | --------------------------- | ------------------------------ |
| 1.         | Biało-Zielone Ladies Gdańsk | 8                              |
| 2.         | Black Roses Posnania Poznań | 7                              |
| 3.         | Legia Warszawa              | 6                              |
| 4.         | Diablice Ruda Śląska        | 5                              |
| I liga     |                             |                                |
| 5.         | Juvenia Kraków              | 4                              |
| 6.         | Rugby Gietrzwałd            | 3                              |
| 7.         | AZS AWF Warszawa            | 2                              |
| 8.         | Legia II Warszawa           | 1                              |

### Szósty turniej
Szósty turniej mistrzostw rozegrano 4 lipca 2020 w Gdańsku. Wzięło w nim udział 7 drużyn. Zwycięzcą zostały Biało-Zielone Ladies Gdańsk. Za najlepszą zawodniczkę turnieju uznano Annę Klichowską ze zwycięskiej drużyny.
Wyniki spotkań w fazie grupowej:
- Rugby Gietrzwałd – AZS AWF Warszawa 48:0
- Biało-Zielone Ladies Gdańsk – Legia Warszawa 48:0
- Diablice Ruda Śląska – AZS AWF Warszawa 45:0
- Black Roses Posnania Poznań – Juvenia Kraków 36:0
- Rugby Gietrzwałd – Diablice Ruda Śląska 7:33
- Biało-Zielone Ladies Gdańsk – Black Roses Posnania Poznań 45:0
- KS Rugby Gietrzwałd – AZS AWF Warszawa 27:0
- Juvenia Kraków – Legia Warszawa 0:34
- Diablice Ruda Śląska – AZS AWF Warszawa 53:5
- Biało-Zielone Ladies Gdańsk – Juvenia Kraków 84:0
- Black Roses Posnania Poznań – Legia Warszawa 34:0
- Rugby Gietrzwałd – Diablice Ruda Śląska 26:19

Wyniki spotkań w fazie finałowej:
- o trzecie miejsce: Juvenia Kraków – Legia Warszawa 7:31
- o pierwsze miejsce: Biało-Zielone Ladies Gdańsk – Black Roses Posnania Poznań 38:0

Końcowa klasyfikacja turnieju:
| Pozycja    | Drużyna                     | Liczba punktów do klasyfikacji |
| Ekstraliga | Ekstraliga                  | Ekstraliga                     |
| ---------- | --------------------------- | ------------------------------ |
| 1.         | Biało-Zielone Ladies Gdańsk | 7                              |
| 2.         | Black Roses Posnania Poznań | 6                              |
| 3.         | Legia Warszawa              | 5                              |
| 4.         | Juvenia Kraków              | 4                              |
| I liga     |                             |                                |
| 5.         | Diablice Ruda Śląska        | 3                              |
| 6.         | Rugby Gietrzwałd            | 2                              |
| 7.         | AZS AWF Warszawa            | 1                              |

### Łączna klasyfikacja
Łączna klasyfikacja mistrzostw:
| Pozycja | Drużyna                     | Liczba punktów |
| ------- | --------------------------- | -------------- |
| 1.      | Biało-Zielone Ladies Gdańsk | 55             |
| 2.      | Black Roses Posnania Poznań | 49             |
| 3.      | Legia Warszawa              | 38             |
| 4.      | Diablice Ruda Śląska        | 37             |
| 5.      | Juvenia Kraków              | 36             |
| 6.      | AZS AWF Warszawa            | 22             |
| 6.      | Rugby Gietrzwałd            | 22             |
| 8.      | Budowlani Łódź              | 11             |
| 9.      | Flota Gdynia                | 6              |
| 9.      | Atomówki Łódź               | 6              |
| 11.     | Legia II Warszawa           | 3              |
| 12.     | Girls RT Olsztyn            | 2              |